# Dimas Souza da Costa
Dimas Souza da Costa (Gravataí, 4 de agosto de 1981), mais conhecido como Dimas, é um político brasileiro filiado ao Partido Social Democrático (PSD).

## Biografia
Nascido em Gravataí, Dimas Costa possui formação de nível superior completo, conforme declarado ao TSE em 2022.
Iniciou sua carreira política em Gravataí, onde foi eleito vereador pelo PSD para a legislatura 2013-2016 e reeleito para o mandato 2017-2020. Durante seu período na Câmara Municipal de Gravataí, apresentou diversos requerimentos e moções, e destacou-se por projetos como o "Parto Seguro" e o "Mandato na Rua", além de uma postura de oposição ao governo do então prefeito Marco Alba.

## Deputado estadual
Nas eleições estaduais de 2022, Dimas concorreu a uma vaga na Assembleia Legislativa pelo PSD, obtendo 27.956 votos e ficando como suplente.
Assumiu o mandato de deputado estadual em 17 de outubro de 2024, durante a 56ª legislatura (2023 — 2027). Sua posse ocorreu após a nomeação do deputado titular, Gaúcho da Geral (PSD), para o cargo de Secretário de Esporte e Lazer do Rio Grande do Sul.
Desde que assumiu a cadeira no parlamento gaúcho, Dimas Costa tem direcionado sua atuação para pautas consideradas prioritárias, como a saúde, com ênfase na ampliação de leitos de UTIs pediátricas.